# Malaquiíneos
Malachiinae é uma subfamília de besouros da família Melyridae e distribui-se por todo o mundo.
Os Malachiinae têm estruturas peculiares de cor laranja ao longo das laterais do abdômen, que podem ser evertidas e em forma de saco ou retraídas para dentro do corpo e discretas.
A espécie norte-americana mais comum pertence ao gênero Collops ( C. quadrimaculatus ) e é avermelhada, com duas manchas pretas azuladas em cada élitro.

## Géneros
- Ablechrus
- Afrocarphurus
- Anthocomus
- Anthomalachius
- Apalochrus
- Apteromalachius
- Attalus
- Attalusinus
- Attalomimus
- Axinotarsus
- Balanophorus
- Brachemys
- Brachyhedibius
- Carphuroides
- Carphuromorphus
- Carphurus
- Cephalogonia
- Cephaloncus
- Cerapheles
- Ceratistes
- Chaetocoelus
- Charopus
- Choresine
- Clanoptilus
- Collops
- Colotes
- Condylops
- Cordylepherus
- Cyrtosus
- Dromanthomorphus
- Ebaeus
- Endeodes
- Falsolaius
- Fortunatius
- Haplomalachius
- Helcogaster
- Hypebaeus
- Ifnidius
- Laius
- Malachiomimus
- Malachius
- Metachoresine
- Micrinus
- Microcarphurus
- Microlipus
- Neocarphurus
- Nepachys
- Nodopus
- Pelochrus
- Planasiella
- Protapalochrus
- Psiloderes
- Sphinginus
- Tanaops
- Telocarphurus
- Temnopsophus
- Transvestitus
- Troglops
- Trophimus